# Pero-Casevecchie
Pero-Casevecchie é uma comuna francesa na região administrativa de Córsega, no departamento da Alta Córsega. Estende-se por uma área de 4,71 km². 